# خايرو أكينو
خايرو أكينو (بالإنجليزية: Jairo Aquino)‏ هو لاعب كرة قدم أمريكي، ولد في 18 يوليو 1990 في بالدوين بارك في الولايات المتحدة. لعب مع FC Academia Chișinău ‏.

## وصلات خارجية
- خايرو أكينو على موقع قاعدة بيانات كرة القدم.إي يو (الإنجليزية)
- خايرو أكينو على موقع Soccerway.com (الإنجليزية)